# لانه‌کن دمگاه‌سرخ
لانه‌کن دمگاه‌سرخ (نام علمی: Harpactes duvaucelii) نام یک گونه از سرده لانه‌کن‌های گیرنده است.